# Надомник
Надо́мник — особа, яка виконує доручену роботу у себе вдома або в іншому приміщенні поза основного офісу.
Надомники відрізняються від підприємців, самозайнятих осіб і від осіб, зайнятих в сімейному бізнесі, позаяк вони наймаються підприємцем (рядом фірм, компаній) для виробництва товарів або виконання послуг вдома.
Надомники не володіють і не управляють бізнесом, в якому вони зайняті.

Хоча існує суттєва частина висококваліфікованих надомників, особливо в галузях, пов'язаних з інформаційними технологіями, більшість надомників вважаються низькокваліфікованою робочою силою.